# Ambrosiana Milano (pallacanestro femminile)
L'Ambrosiana di Milano è stata una società di pallacanestro femminile di Milano.

## Storia
La società fu voluta dal Presidente dell'Ambrosiana-Inter Ferdinando Pozzani che rilevò in blocco tutte le giocatrici della Canottieri Milano già plurititolate campionesse di basket femminile.
Ferdinando Pozzani "il Generale Po" era molto orgoglioso delle sue ragazze che erano trattate alla stregua dei calciatori della Serie A di calcio. Le faceva viaggiare sempre in prima classe su tutti i treni italiani suscitando l'invidia delle cestiste delle altre squadre.
Ha vinto quattro titoli italiani con i colori nerazzurri, tra il 1936 e il 1939.
Nel secondo dopoguerra, ha preso parte al campionato 1946-47. Nel 1947-48 e nel 1948-49 è arrivata terza, per poi scomparire.
Le ragazze giocavano sul campo della Borletti in Via Washington, a Milano.
Vi ha giocato Gianna Rusconi, capitana della nazionale italiana nel 1942.

## Elenco delle giocatrici
- Bruna Bertolini
- Nerina Bertolini
- Rosetta Boccalini[4]
- Piera Borsani
- Pinuccia Brescia
- Anna Giaccone
- Rosetta Gilieri
- Laura Grassi
- Maria Marconcini
- Hervé Marconcini
- Olga Mauri
- Adriana Mengaldo (gemella di Maria) passa al G.U.F. Milano nel 1940-41.
- Maria Mengaldo (gemella di Adriana) passa al G.U.F. Milano nel 1940-41.
- Matilde Moraschi
- Maria Pia Re
- Wanda Rizza Garufi
- Giulia Secchi
- Gianna Rusconi
- Irma Spranghi
- Angela Vacchini

## Palmarès
- Campionato italiano: 4

1936, 1937, 1938, 1939